# Louis François
Louis Lucien François war ein französischer Autorennfahrer.

## Karriere als Rennfahrer
Louis François bestritt in seiner Karriere zweimal das 24-Stunden-Rennen von Le Mans. 1924 erreichte er mit André Marandet im Werks-S.A.R.A. den 12. Gesamtrang. 1925 fiel der von Joseph Paul und ihm gefahrene Ariès 8-10 CV nach einem Defekt aus.

## Statistik

### Le-Mans-Ergebnisse
| Jahr | Team                         | Fahrzeug      | Teamkollege    | Platzierung | Ausfallgrund |
| ---- | ---------------------------- | ------------- | -------------- | ----------- | ------------ |
| 1924 | S.A.R.A.                     | S.A.R.A. ATS  | André Marandet | Rang 12     |              |
| 1925 | Société des Automobile Ariès | Ariès 8-10 CV | Joseph Paul    | Ausfall     | Defekt       |